# IC 4321
IC 4321 ist eine Spiralgalaxie vom Hubble-Typ Sab im Sternbild Zentaur am Südsternhimmel. Sie ist schätzungsweise 214 Millionen Lichtjahre von der Milchstraße entfernt und hat einen Durchmesser von etwa 50.000 Lichtjahren.
Im selben Himmelsareal befinden sich u. a. die Galaxien NGC 5264, NGC 5291, IC 4319, IC 4324.
Das Objekt wurde am 4. Mai 1904 von Royal Harwood Frost entdeckt.